# Velký sval hýžďový
Velký sval hýžďový (lat. musculus gluteus maximus) je největším hýžďovým svalem, je to velký, masitý sval kosočtvercovitého tvaru, který podkládá hýžďovou krajinu. U lidí má velký význam při udržování vzpřímeného postoje, ovládá kyčelní kloub a při sezení je hlavním antigravitačním svalem.

## Stavba a uložení

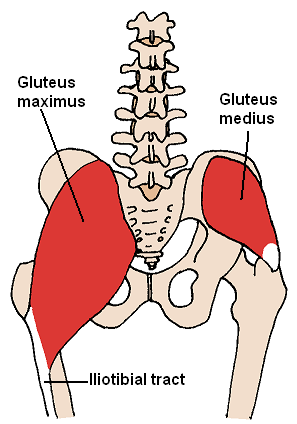
obrázek velkého hýžďového svalu i s kosterním svalem, na který se upíná

Velký hýžďový sval je masitý sval s hrubou strukturou, je tvořený svazky svalových vláken, které jsou od sebe oddělené vazivovými septy. Je to povrchový sval; odstupuje od pánevní a křížové kosti a také od povázky středního hýžďového svalu, který překrývá. Svalová vlákna směřují šikmo laterálně dolů, sval se upíná na stehenní kost, část vláken splývá s laterální stehenní povázkou (fascia lata) ve vazivový pruh, tractus iliotibialis.

## Velký hýžďový sval u zvířat
Analogickým svalem u zvířat je povrchový sval hýžďový, který splývá s dvouhlavým stehenním svalem. U jatečných zvířat je součástí kýty.